# 長生淳
長生 淳（ながお じゅん、1964年3月1日 - ）は、日本の作曲家、編曲家。本名は山本淳（やまもと あつし）。

## 人物・来歴
茨城県出身。3歳でピアノを、7歳でヴァイオリンを始める。東京藝術大学作曲科卒業、同大学院修士課程修了。作曲を永冨正之、野田暉行に師事。東邦音楽大学講師を務めていた。
第2回日仏現代音楽作曲コンクール特別賞、第54回日本音楽コンクール作曲部門第2位、第4回現音作曲新人賞入選、第57回日本音楽コンクール作曲部門入選、2000年度武満徹作曲賞、第24回日本交響楽振興財団作曲賞、第4回クー・ド・ヴァン国際交響吹奏楽作曲コンクール第2位、第4回全日本吹奏楽連盟作曲コンクール第1位、第16回日本管打・吹奏楽アカデミー賞（作編曲部門）など入賞・入選多数。

## 作品

### 管弦楽
- 千の環流　Mille courants qui rentrent
- 夏―朱い忘却　L'ete-L'oubli rouge（2000年度武満徹作曲賞第1位受賞作）
- 春―青い泡影（ほうよう）　Le printemps-L'illusion bleue（第24回日本交響楽振興財団作曲賞・日本財団賞受賞作）
- 秋―白い恒久　L'automne-La permanence blanche
- Fertile Tears（トランペット協奏曲）
- Symbiosis（トランペット協奏曲）（同名の吹奏楽作品から編曲）
- サクソフォン・クヮルテットとオーケストラのための協奏曲「Prime-Climb-Drive」
- オーボエ協奏曲「満庭の秋（とき）」　Mantei no Toki
- 澪つくし

### 吹奏楽
- 交響曲　Symphony
- Reminiscence
- 天涯の庭　The Other Garden（ユーフォニアム協奏曲）
- 英雄の時代　Der Heldenzeit（アルト・サクソフォーン協奏曲）
- He Calls...!（アルト・サクソフォーン協奏曲）
- 波の穂　Nami no Ho
- 蒼天の滴　Soten no Shizuku
- 翠風の光　La saison Lumineuse du vent vert
- 楓葉の舞　Fluttering Maple Leaves
- Symbiosis（トランペット協奏曲）
- 相授譚 〜相模原民話傳説「大猫ばやし」による　Large Cat Solace - The legend of Sagamihara Folktail
- 組曲「万象の中へ」　Into the All
  - 龍の目覚め　the Awakening of Dragon
  - 憂いの湖　Sorrowful Lake
  - 地気の鼓動　Beating of the Earth
  - 青嵐　Wind Through Verdure
- 紺碧の波濤　Konpeki no Hato
- 幸いの龍　Der Glucksdrache
- Fertile Tears（トランペット協奏曲）（同名の管弦楽作品から編曲）
- 千載万葉の雪　Auspicious Snow
- ひとひらの空　Un morceau du ciel
- 久堅の幹　The Everlasting Trunk
- By Gathering Together
- Sing with Sincerity
- Triton
- Via the Rainbow
- 遥かなる山　A Mountain in the Distance
- Triton Duality
- Sharing the Sunset
- Paganini Lost in Wind（室内楽作品「Paganini Lost」から編曲）
- 香り立つ刹那　Un moment Parfume（第4回全日本吹奏楽連盟作曲コンクール第1位 / 第60回全日本吹奏楽コンクール課題曲V）
- 輝く若葉　Precious Period
- 夢の通い路　The Path of Aspiration
- Triton Emphasis
- Spira spera
- A ce qu'il y avait 〜ありしものへ（第4回クー・ド・ヴァン国際交響吹奏楽作曲コンクール第2位）
- Obsessionnel
- 時に道は美し　Il arrive parfois que la route soit belle
- 天頂の恋　Lovers on the Celestial Sphere（同名の室内楽作品から編曲）
- 澪つくし（同名の管弦楽作品から編曲）
- 奔馬を秘めて　A wild but fine horse in my mind
- Passo continuo 〜たゆまぬ歩み
- Concordia
- 地球 〜「トルヴェールの惑星」より　The Earth from "The Planets" by Trouvère（同名の室内楽作品から編曲）
- I still have a dream
- 季のまど　Perspective on Time
- 花鳥諷詠　Kacho fuei - Ode to the city
- 荒地に種を　Ensemencer une terre hostile
- Allegro ma molto…（テナー・サクソフォーン協奏曲）
- Le vent enchantant
- いと高きに　Ad excelsum
- Héliotropisme
- 秋（とき）ふたたび
- ピアノと吹奏楽のための協奏曲　Concerto for Piano and Wind Orchestra
- 昂揚の漣　Awesome wavelets of elation
- 交響曲第2番　Symphony No.2
- Lei rise per la prima volta in quel momento（そのとき彼女は初めて笑った）
- AD ASTRA
- Unbroken Air
- 交響曲第3番「四季連禱」　Symphony No.3 "For ideal circle of seasons"
- いざ咲き匂はざらめやも　Il faut tenter de fleurir
- 翼をひろげて　En Deployant les ailes（同名の室内楽作品から編曲）
- Galaxies She Holds Inside（アルト・サクソフォン協奏曲）
- 交響曲第4番「尽きせぬ想ひ」   Symphony No.4 "Inexhaustible Longing"
- 時に愛はいと甘し   Il serait si doux d’aimer
- Triton Reunion
- 交響曲第5番「餞の時鐘」　Symphony No.5 "The Farewell Bell for a New Journey"
- 結びぞめ
- For Stars of Tomorrow
- 喜色満海 (きしょくうみにみつ)　La mer pleine de joie
- Mieux élan
- シンフォニエッタ第1番「見晴るかすサーガ」
- コラール　Choral
- 星追う鳥たち　Birds seeking the Stellar
- ティンパニ協奏曲
- Unified Tale〜重なりあう物語（ドラム協奏曲）
- Always the way remains
- Quand les quiches fleurissent
- 伏龍晴天に出づ
- 燦夜詠　The Vibrant Night Chant

### 室内楽
- もあしび　Moashibi （Saxophone Quartet）
- Ultraviolet （Saxophone Quartet & Piano）
- 天国の月　La lune en Paradis （Alto Saxophone & Piano）
- Ophelia （E♭Clarinet & Piano）
- 風の夢 （Hand Bell Ensemble）
- You, The Wonderful Summer! （Alto Saxophone, Tenor Saxophone, BaritoneSaxophone & Piano）
- 時の降る森 （Oboe & Harp）
- Col treno （Alto Saxophone & Piano）
- Histoire （Percussion Ensemble）
- みえない翼 （Alto Saxophone, Percussion & Piano）
- 抒情の森 （Alto Saxophone & String Quartet）
- 燃え上がる丘　L'eminenza fiammante （Piano）
- Bitter Half （Alto Saxophone, Tenor Saxophone, Baritone Saxophone & Piano）
- 春の風景　Le paysage printanier （Piano）
- さくら　Sakura （Euphonium & Piano）
- Icare （Trombone）
- Each Row （Euphonium）
- Revenir （B♭Clarinet, Cello & Piano）
- 優しいうた　Gentle Song （Sax Ensemble & Orchestra） （Sax Ensemble & Wind Orchestra）
- 祝祭の森　A rite of forest （Trombone Solo & Trombone Choir）
- Trombone Sonata （Trombone & Piano）
- Alleluia （Trumpet, Trombone & Piano）
- Let me have a cigar. （Alto Saxophone, Tenor Saxophone, Baritone Saxophone & Piano）
- セルマー・キャンプのテーマ （Saxophone Orchestra）
- 八重奏曲　Octet for Saxophones （Saxophone Octet）
- 暁の変容　The Passage in the Dawn （Clarinet Quartet）
- 変奏曲　Variation （Alto Saxophone & Piano）
- 寒江雪　Kanko no yuki （Euphonium & Piano）
- H.A.S.T. （Alto Saxophone, Tenor Saxophone, Baritone Saxophone & Piano）
- For Friends （Saxophone Orchestra）
- Partita （Piano）
- サクソフォン四重奏曲　Quatuor de Saxophones （Saxophone Quartet）
- Your Kindness （Alto Saxophone & Piano）
- 光ふたたび　Revienne la lumiere （Marimba, Cello & Piano）
- こだまうた （Harp）
- 二人静　Futarishizuka （Flute & Piano）
- 萬情の鳥　The Bird of the Feelings （B♭Clarinet）
- The evergreen mind （3 Trumpet, Horn, 3 Trombone & Tuba）
- Ondine （Electone）
- アイリスの花束　Le bouquet d'iris （Flute, Alto Saxophone & Piano）
- Symbiosis （Trumpet & Piano）（同名の吹奏楽作品から編曲）
- Ver Demain （Alto Saxophone & Piano）
- Purity （Flute & Piano）
- トルヴェールの「惑星」　The Planets by Trouvère （Saxophone Quartet & Piano）
  - 彗星　Comets
  - 冥王星　Pluto
  - 地球　The Earth
- 日本作曲家協議会主催コンサート「こどもたちへ」のための作品
  - 老いた木の夢　Dream of an Old Tree （Piano for 4 Hands）
  - おもいで玉　Beads of Memories （Piano）
  - 予感 （Piano）
- 天頂の恋　Lovers on the Celestial Sphere （Soprano Saxophone, Tenor Saxophone & Piano）
- Shall We Sax? （Saxophone Quartet）
- Euphonium Sonata （Euphonium & Piano）
- 鏑矢　KABURAYA （Brass Ensemble）
- Under the sway of the gentle wing （Saxophone Ensemble）
- 花一輪 （Harp）
- みなぎらふ川 （Cello Quartet）
- Les Liaison dans le Jeux （2 Flutes & Piano）
- 深草物語　The Tale of Fukakusa （Clarinet Octet）
- あいの風　The Wind "Ai" （Percussion Octet）
- 天風の舞い　Dance in the Celestial Wind （Harp）
- Paganini Lost （2 Alto Saxophone & Piano） （Saxophone Orchestra） （Saxophone Octet）
- 黒髪の…… （Oboe, Horn & Piano）
- 翼をひろげて　En Deployant les ailes （Saxophone Orchestra）
- マルシェ （Violin, Flute & Piano for 4 hands）
- 光の種　La Graine de la Lumiere （Wind quintet & Harp）
- Fantasie （Alto Saxophone）
- 魔女の弟子　Die Hexen Lehrmadchen （Trombone, Euphonium & Tuba）
- Seid umschlungen （Percussion Sextet）
- Sprouts （Oboe, 2 B♭Clarinet, Bass Clarinet, Trumpet）
- Palsifaliana （Trombone & Piano）
- 遠い絆　Relationship from ancient （Euphonium & Piano）
- L'aphorisme （Soprano Saxophone & Piano）
- L'oiseau Enferme （Soprano or Alto Saxophone & Piano）
- さまよひびと　Wanderers （Clarinet & Piano for 4 hands）
- Prime-Climb-Drive （Saxophone Quartet & Piano） （同名の管弦楽作品から編曲）
- ふえふき協奏曲 （Violin, Piano & Chamber Orchestra）
- 両如夢（ふたつながらゆめのごとし） （2 Violin & Piano）
- 虹　Arco-iris （Flute, 2 Violin, Viola & Cello）
- 希い（ねがい）の雫 （Clarinet Choir）
- Unforgettable Knot （Saxophone Quartet & Piano）
- Beyond the lonely quest （Brass & Percussion Octet）
- 忘れがたみの丘 （Woodwind & String Bass Octet）
- Teneramente （Saxophone Ensemble）
- En disant la précieuse des moments （Saxophone Octet）
- ホルン四重奏曲(タイトル未定) （4 Horns）
- ゆふだまり （Euphonium & Marimba）
- Con Grazie Mille （Saxophone Orchestra）
- トリリトン　Trilithon （Alto Saxophone, Baritone Saxophone & Piano）
- Carpe Diem （Brass & Percussion Octet）
- Motus Animi　(2 Alto Saxophone)

### 合唱
- 混声合唱のための「五つのやさしい歌」 〜石川啄木の「一握の砂」より（詞：石川啄木）
- 心と（詞：深山伴之）
- わかちあうものたちへ（詞：長生淳）
- ねぐら（詞：能祖将夫）
- わたしはここに（詞：能祖将夫）
- 夕映えの橋（詞：山本美瑛）
- このまち（詞：SPC2009スタッフ、阿部初美）
- 合唱物語「わたしの青い鳥」（詞：能祖将夫）ピアノソロ、ソプラノソロ、ナレーション、インタビューあり

### 声楽
- 私が歌をうたうとき （Soprano & Piano）
- 星降るせいじゃないけれど （Soprano & Piano）
- たったひとつの（詞：能祖将夫）（Soprano & Piano）

### 編曲作品

#### 管弦楽
- セヴィーリア（I.アルベニス） （Soprano Saxophone & Orchestra）
- アンダルーサ（E.グラナドス） （Alto Saxophone & Orchestra）
- カディス （I.アルベニス） （Alto Saxophone & Orchestra）
- フェスティヴァル・ヴァリエーション（C.スミス）

#### 吹奏楽
- オール・デウーヴル（黛敏郎）
- シー・ラヴズ・ユー～ヘイ・ジュード （メドレー） （Solo Alto Saxophone & Wind Orchestra）
- 映画「海の上のピアニスト」より （メドレー） （E.モリコーネ）
- トランペット協奏曲（ユーフォニアム・ヴァージョン）（三枝成彰）
- 交響曲第4番「不滅」より （C.ニールセン）
- 組曲「太王四神記」（久石譲）
- ゴンドラの唄 （中山晋平）
- 交響組曲「機動戦士Ζガンダム」（三枝成彰）
- 機動戦士ガンダム 逆襲のシャア（三枝成彰）
- Stand Alone 〜NHKスペシャルドラマ「坂の上の雲」より （久石譲）
- サウンド・オブ・ミュージック（R.ロジャース）
- 火祭りの踊り パラフレーズ（M.ファリャ）

#### 室内楽
- 小さな世界 （Trombone Quartet）
- ジュ・トゥ・ヴ （Alto Saxophone, Guitar, Harp, Violin, Viola & Cello）
- 亡き王女のためのパヴァーヌ （Alto Saxophone, Guitar, Harp, Violin, Viola & Cello）
- オネスティ （Alto Saxophone, Strings & Harp）
- エンドレス・ラヴ （Solo Saxophone（Alto and Soprano）, Strings & Harp）　(Soprano Saxophone, Alto Saxophone & Piano)
- カルメン・ラプソディ （Saxophone Quartet & Piano）
- ガブリエルズ・オーボエ （Alto Saxophone & Strings） （Tenor Saxophone & Strings） （Flute & Piano）
- メリー・クリスマス・ミスター・ローレンス 〜 映画「戦場のメリークリスマス」より （Alto Saxophone & Strings）
- ラ・ヴァルス （Saxophone Octet）
- トルヴェールの「四季」 （Saxophone Quartet & Piano）
- レッド・ツェッペリンに導かれて （String Quartet）
- デューク・エリントンの時代から （Saxophone Quartet & Piano）
- ポロヴェッツィアン・ダンス （Alto Saxophone, Contrabass & Strings）
- G線上のアリア （Soprano Saxophone, Contrabass & Strings）
- 美しい夕暮れ （Alto Saxophone, Contrabass & Guitar）
- 火祭りの踊り （Alto Saxophone, Contrabass & Strings）
- The Legend of 1900 （Alto Saxophone & Strings）
- ラプソディー・イン・ブルー （Solo Saxophone（Soprano, Alto & Tenor） & Piano）
- 展覧会の絵 （Solo Saxophone（Soprano, Alto, Tenor & Baritone） & Piano）
- ガーニッシュ・ウィンド （Solo Saxophone（Soprano, Alto, Tenor & Baritone） & Piano）
- ニューヨークの日本人 （Marimba, Cello & Piano）
- トルヴェールの「惑星」 （Saxophone Quartet & Piano）
  - 火星
  - 金星
  - 水星
  - 木星
  - 土星
  - 天王星
  - 海王星
- カインド・オブ・ガイーヌ （Saxophone Quartet & Piano）
- モーツァルトはなべてこうしたもの （Saxophone Quartet & Piano）
- ナッチ・ナッカー ～バレエ音楽「くるみ割り人形」より （Saxophone Quartet & Piano）
- ローマの祭り （Saxophone Quartet & Piano）
- カルメン・アパッショナータ （Saxophone Orchestra）
- ジュピター ジ エピキュリアン （Saxophone Orchestra）
- 6つの小品 op.118-2 第2番 間奏曲 （Saxophone Orchestra）
- マイ・フェア・レディ （Flute & Piano）
- ニュー・シネマ・パラダイス （Flute & Piano） （2 Violin & Piano）
- ムーン・リヴァー （Flute & Piano）
- ジェルソミーナのテーマ （Flute & Piano）
- 雨にぬれても （Flute & Piano）
- シェルブールの雨傘 （Flute & Piano） （Marimba & Piano）
- ティプシー・チューン （Saxophone Quartet & Piano）
- 世界の行進曲メドレー （Piano Ensemble）
- スペイン （2 Violin & Piano）
- 死の舞踏 （2 Violin & Piano）
- ラ・カンパネラ （2 Violin & Piano）
- RAIN 〜NHKハイビジョン特集「少女たちの日記帳～ヒロシマ昭和20年4月6日～8月6日～」挿入曲・エンディングテーマ （2 Violin & Piano）
- 創聖のアクエリオン （2 Violin & Piano）
- 闘う者達 〜ゲームソフト「ファイナルファンタジーVII」より （2 Violin & Piano）
- ロミオとジュリエット 〜バレエ音楽「ロミオとジュリエット」より （2 Violin & Piano）
- ビッグブリッヂの死闘 ～ゲームソフト「ファイナルファンタジーV」より （2 Violin & Piano）
- カルメン ～歌劇「カルメン」より （2 Violin & Piano）
- 剣の舞 ～バレエ音楽「ガイーヌ」より （2 Violin & Piano）
- I don't want to miss a thing ～映画「アルマゲドン」より （2 Violin & Piano）
- AKATSUKI （2 Violin & Piano）
- 仁義なき戦い （2 Violin & Piano）
- シンドラーのリスト （2 Violin & Piano）
- The Voice （2 Violin & Piano）
- ロンドンデリーの歌 （2 Violin） （Cello & Piano）
  - 故郷（Cello & Piano）
- フニくり・フニくら（Cello & Piano）
- モルダウ （Violin & Viola）
- 日本の四季のうた メドレー （Cello & Piano）
- 椰子の実 （Contrabass & Piano）
- 秋のメロディー 〜夕やけこやけ、もみじ、赤とんぼ （Contrabass & Piano）
- 翼 （Soprano Saxophone & Mixed Ensemble）
- マイ・ディア・ライフ （Soprano Saxophone & Mixed Ensemble）
- 南の風に （Soprano Saxophone & Mixed Ensemble）
- ジ・エンド・オブ・エイジア （Soprano Saxophone & Mixed Ensemble）
- ベリー・クリスマス （メドレー） （Saxophone & Piano）
- 日本の歌 （Wind Quintet）
- 即興曲　作品90－3 （Alto Saxophone & Piano）
- ツィゴイネルワイゼン （Alto Saxophone & Piano）
- 妖精の踊り Op.25 （Alto Saxophone & Piano）
- アルルの女 （Wind Quintet, Alto Saxophone & Piano）
- 「ピアノ協奏曲」より 抜粋 （音楽と絵本コンサート「スーホの白い馬」のための編曲）(Piano, Flute, Clarinet, Horn, Percussion & String Quartet)

#### 声楽・合唱
- NHK 名曲アルバム
  - かなりや（成田為三）
  - シャボン玉～七つの子（作詞：野口雨情、作曲：中山晋平・本居長世）
  - ぞうさん〜やぎさんゆうびん（團伊玖磨）
- NHK みんなの童謡
  - 冬の星座（W.ヘイス）
  - すうじのうた（小谷肇）
- Aura
  - オー・ホーリー・ナイト
  - トッカータとフーガ ニ短調
  - アヴェ・マリア
  - きよしこの夜
  - 月の光
  - サリー・ガーデン
  - ピアノ協奏曲21番 第2楽章
  - ハレルヤ 〜オラトリオ「メサイア」より
  - アルハンブラの想い出
  - カディスの娘
  - 鳥の歌
  - 小フーガ ト短調
  - 美しい夜、おお恋の夜 -ホフマンの舟歌- 〜オペラ「ホフマン物語」より
  - トルコ行進曲 ピアノ・ソナタ 第11番 第3楽章
  - 月光 ピアノ・ソナタ第14番 第1楽章
  - われらは急ぐ、弱けれど弛みなき足どりもて 〜カンタータ第78番「イエスよ、汝わが魂を」より
  - オー・ミオ・バッビーノ・カーロ（私のお父さん） 〜オペラ「ジャンニ・スキッキ」より
  - 花の二重唱 〜オペラ「ラクメ」より
  - ピエ・イエス 〜「レクイエム」より
  - ユーモレスク
- しゅうさえこ
  - お・や・す・み（Rocking）
  - ブラームスの子守唄
  - ひとりぼっちの羊飼い
  - Smile Again
  - Amazing Grace
  - ふしぎな夢　All the Pretty Little Hoses
  - いつもの笑顔で（クラシックバージョン）
  - モーツァルトの子守唄
  - 夢のまほう（バリエーション）
- Happy Xmas （War Is Over）
- 家路（A.ドヴォルザーク）

## 音楽担当
テレビ
- NHK 大河ドラマ「琉球の風」（1993年）
- 真昼の月 続・病院で死ぬということ（1994年）
- 阿部一族（1995年）
- 歴史たんけん（1995年）
- 日立爆裂アワー 人形劇・冒険＠アナログ島（1996年）
- デュアル・ライフ（1999年）
- NHKスペシャル 深海の巨大生物シリーズ（2013年、オーケストレーション）久石譲と共作

アニメ
- ハローキティのハッピー！仮装大会（1993年）
- アストロボーイ・鉄腕アトム（2003年、オーケストレーション）吉松隆と共作

ゲーム
- 三國志IV（1994年）

ラジオドラマ
- NHK FMシアター
  - サイコサウンドマシン（1997年）
  - 夕凪の街 桜の国（2006年）
  - 残置物処理班（2008年）
  - エトルリアの微笑み（2008年）
  - 祖国を想う 沖縄を想う～ドラマ照屋敏子伝～（2010年）
  - 家族の肖像～硫黄島からの手紙（2012年）
  - 聞こえの彼方（2012年）
  - 思い出さずに忘れずに（2012年）
  - 聞こえの彼方（2014年）
  - 春子の竹ボウキ（2014年）
  - お乳の神様（2015年）
  - あなた（2015年）
  - レイン（2016年）
  - ロボット・イン・ザ・ガーデン（2017年）
  - 秋桜の種（2017年）
  - 家族のコツ（2018年）
  - 灰色のカンバス（2018年）
  - 荒地の人（2019年）
- 罪と罰と人情と（2010年、MBSラジオ）

ドラマCD
- 音盤物語「八雲立つ」（1996年）

映画
- ナビィの恋（1999年）挿入曲編曲の一部を担当
- 千と千尋の神隠し（2001年、オーケストレーション）久石譲、三宅一徳と共作
- プセの冒険 真紅の魔法靴（2001年、オーケストレーション）久石譲、三宅一徳と共作

舞台
- 合唱物語「わたしの青い鳥」（能祖将夫）
- 神楽オペラ「SHINWA ～アマテラスとスサノオ」（能祖将夫）
- 音楽物語「わが街 深川」（能祖将夫）
- 音楽劇「みらいSHOW学校」（校歌作曲）

イベント
- 1998年長野パラリンピック（1998年）
- 久石譲in武道館（2008年、編曲）『天空の城ラピュタ』、「ふたたび」担当。
- 美少女戦士セーラームーン 25周年記念 Classic Concert（2017年、編曲）ウラヌス&ネプチューンメドレー担当
- いきいき茨城ゆめ国体（茨城国体・第74回国民体育大会）式典音楽（2019年）吹奏楽＋合唱
  - 表彰関連曲（天皇杯・皇后杯返還）
  - 炬火関連曲Ⅰ（入場・点火）
  - 炬火関連曲Ⅱ（分火・納火）

アルバム
- 天国への階段（編曲を担当）
- 「クリスマス・オン・ムーヴィー」より
  - クリスマス・キャロル
  - クリスマス・ドリーム
  - イッツ・クリスマス・アゲイン
- 「The TOY BOX」（Acoustic YMO）より
  - COMPUTER GAME "Theme from The Circus"
  - COMPUTER GAME "Theme from The Invader"
  - ACROBAT
- BASHOFU（普久原恒勇作品集）より
  - 遊び仲風
  - 娘ジントーヨー
  - くぶがす

城野賢一・城野清子監修 ダンス教材
- 海と山と
- 小鳥と風と白樺と
- ダンゴダンゴ
- 田園
- とんでるピッピちゃん
- なんてったってひまわり
- ねむり姫
- 春の花よめさん
- ぶなにあいたくて
- フルーツ・ミュージカル
- 星にのぼる
- マーメイド・プリンセス
- 南の風に
- やさしい星
- 夢入りてさげかばん
- 森の歌
- 赤いボンボン麦わら帽子
- 黄色い花の歌
- 花のティアラ
- ぶなの木と雪ん子
- ちいさな花の歌
- アルプスのちいさな羊かい
- きどりやさんカーレン
- 星の願い
- 長崎のちょうちょうさん
- こどもの森
- 花は踊るよ
- 泣かないでアン
- 花をさがしに

城野賢一・城野清子監修 音楽劇
- ナイチンゲール
- すずの兵隊
- 美女と野獣
- おおきなくつ
- 幸福の王子
- カーレン

英語絵本
- かさじぞう
- ももたろう
- 夏の夜の夢
- ちいさなヒッポ
- おおきなのはら
- ちいさな仕立て屋さん

CM音楽
- 郵政省 郵便貯金ひとっとび送金（かっこう 編曲）

校歌
- 富山県立大門高等学校